# Theodoor Smeets
Theodoor Edmond Karel Hubert Smeets (Mechelen-aan-de-Maas, 10 juni 1893 - Leut, 11 april 1973) was een Belgisch politicus voor de CVP. Hij was ruim 37 jaar burgemeester van zijn geboortedorp en bijna 39 jaar provincieraadslid waarvan de laatste 22 jaar als voorzitter.

## Levensloop
Smeets was een zoon van Joseph Smeets die gedurende 33 jaar burgemeester was van Mechelen-aan-de-Maas. Hij volgde middelbaar onderwijs aan het college van Sint-Truiden en het Hasseltse Sint-Jozefscollege waar hij zijn diploma behaalde. Hij begon studies in de rechten aan de Katholieke Universiteit Leuven. Bij het uitbreken van de Eerste Wereldoorlog ging Smeets naar het front en werd krijgsgevangen genomen. Hij kon zijn studies verderzetten aan de Universiteit van Fribourg en na de oorlog studeerde hij af te Leuven.
Hij werd advocaat en gaf van 1921 tot aan de Tweede Wereldoorlog het blad De Eendracht uit.
In juni 1929 werd Smeets lid van de Limburgse provincieraad en bleef gedurende bijna 39 jaar, tot einde maart 1968 in de raad zetelen. Vanaf februari 1946 was hij bovendien voorzitter van de raad.
In Mechelen-aan-de-Maas was hij burgemeester sinds januari 1933. Tijdens zijn burgemeesterschap groeide het dorp uit van een klein dorp van nog geen 3000 inwoners tot een sterk geürbaniseerde en gemoderniseerde gemeente met bijna 10.000 inwoners. Hij bleef het ambt vervullen tot in maart 1970 toen hij op bijna 77-jarige leeftijd de fakkel doorgaf aan zijn zoon Joseph Smeets.